# Babonić István
Babonić (IV.) István (horvátul: Stjepan IV. Babonić, ? –  † 1316. márciusa után) a 13./14. század fordulójának egyik legjelentősebb horvát főura, aki 1299 és 1320 között horvát bán volt. A nagyhatalmú Babonić család tagja volt, amely az 1270-es évek óta uralkodott Alsó-Szlavóniában. A feudális anarchia korában Magyarország és Horvátország királyságainak oligarchái közé tartozott, és birtokot alapított Alsó-Szlavóniában (a Száva folyótól délre fekvő területeken), amelyet Sztenicsnyák várából, gyakorlatilag az uralkodótól függetlenül uralt. Ezért Sztenicsnyáki Istvánként (horvátul: Stjepan od Steničnjak) is ismerték. Hatalma csúcsán külföldi források „Szlavónia hercegeként” (latinul: dux Slavoniae) emlegették.

## Élete

### Ifjúkora
(IV.) István a hatalmas Babonić család krupai ágába született, Babonić II. Babonjeg fiaként. Bátyja (I.) Miklós volt, aki korán meghalt. Fiatalabb testvérei (I.) János (képzett hadvezér és báró), Ottó és (II.) Radoszló voltak, utóbbi a Blagay család őse volt, beleértve annak oldalágát, a Blagay-Orsini grófokat is.
Istvánt a korabeli feljegyzések először 1278 novemberében említik, amikor – családja többi tagjával, köztük testvérével, Miklóssal együtt – Zágrábban tartózkodott a Babonićok és a Gutkeledek kibékülése alkalmából, miután Szlavóniában egymás között számos összecsapás és ellenségeskedés zajlott. Abban az időben a Babonić család élén unokatestvérei, III. István és I. Radoszló álltak, akik az előző évben a tartományban IV. László magyar király hatalma ellen indított lázadást vezették. Miklós és István is jelen voltak 1280 októberében az Ozaly várában, a Kulpa-folyó mentén, amikor a Kőszegiek békét kötöttek helyi ellenségeikkel, a Babonićikkal és a Frangepánokkal. 1284-ben István és négy testvére 12 ezüstmárkáért megvásárolta a Pelava földet a Buzeta patak mentén a Rata nemzetség tagjaitól (I. Jazentől), Senktől és II. Isantól. A Közép-Banovina régióban a Babonić fivérek már korábban megvásárolták a Rata nemzetségtől Kresnić, Bojna és Buzeta örökös birtokait. Ezek a birtokok a Zrinska Gora északi lejtőin, a Maja-folyó völgye felé feküdtek.
Unokatestvérei földvásárlásainak eredményeként a Babonić család Szlavónia legbefolyásosabb családjává vált; földbirtokaik keleten a Orbász folyótól keleten a Kulpa-folyóig és a Német-római Birodalom határáig nyugaton, délen pedig a Kapela-hegység lejtőiig terjedtek. Társadalmi helyzetüket jól tükrözi az a tény, hogy I. Miklós és IV. István unokatestvéreikkel, III. Istvánnal és I. Radoszlóval együtt a birodalom azon bárói közé tartoztak, akiknek IV. Miklós pápa 1290-ben levelet küldött, amelyben tájékoztatta őket, hogy kinevezte Benvenuto d'Orvieto pápai legátust, és felkérte őket, hogy segítsék munkáját, hogy rávegyék IV. Lászlót a kereszténységre való visszatérésre.

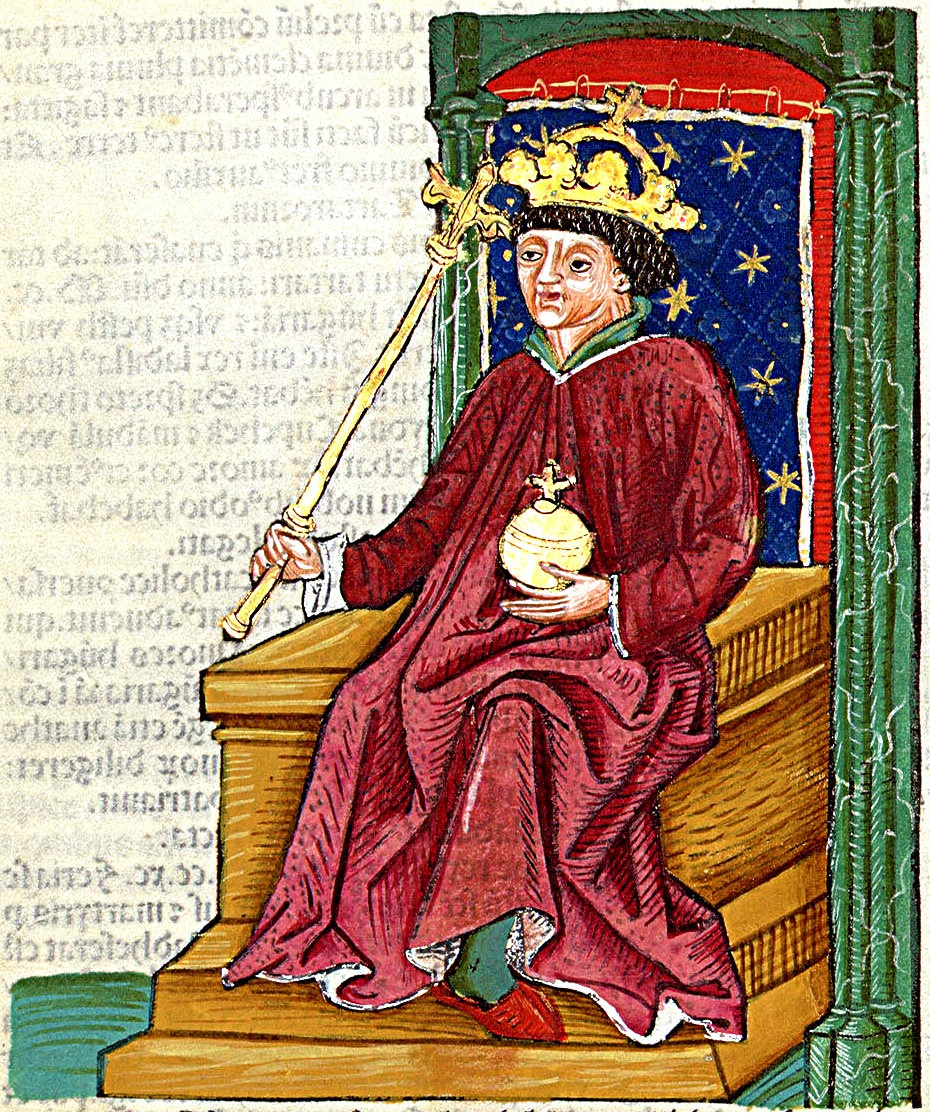
III. András király a Képes krónika miniatúráján

### A trónharcok időszaka
Az 1290-es években a Babonić család és más vezető horvát és szlavón nemesi családok ingadoztak a magyar trónért küzdő III. András és riválisa, az Anjou-ház Capeting ága között. Az évtized második felére, amikor unokatestvéreik, III. István és I. Radoszló meghaltak, János bátyja, IV. István lett a család feje. 1299-ben és 1300-ban János és testvérei követeket küldtek a Nápolyi Királyságba, hogy tárgyaljanak Anjou II. Károllyal. Eközben ugyanezekben az években hűséget esküdtek III. Andrásnak is, aki 1299 augusztusában megerősítette örökölt és szerzett birtokaikat. A király visszafoglalta Szomszédvár, Orbász és Glaž várait, de megengedte nekik, hogy örököljék a férfi örökös nélkül elhunyt néhai I. Radoszló várait és egyéb birtokait. aki férfi örökös nélkül halt meg. III. András ugyanakkor kinevezte Istvánt szlavón bánná. Később élete folyamán végig „bánnak” nevezte magát, függetlenül a királyi jóváhagyástól vagy kinevezéstől. III. András a Babonićokat fontos feladattal, a határvárak védelmezésével bízta meg, mivel ezek a várak a bosnyák hatalmasság, a Hravatinić család őse, Hrvatin Stjepanić területével voltak szomszédosak, aki az Anjouk trónigényét támogatta. 1299 szeptemberében II. Károly és Mária királyné megerősítették az összes jogot és birtokot, valamint a négy Babonić testvér – IV. István, I. János, Ottó és II. Radoszló – örökös szlavón báni címét is. Ezzel szemben Antun Nekić azzal érvelt, hogy az oklevél nem a birtokaik, hanem az ellenőrzésük alatt álló terület megerősítése volt, és a Babonićok kezdték uralmukat Szlavónia keretein kívül látni, ami azt jelentette, hogy a szlavón báni cím is túlhaladottá vált számukra. 1299 novemberében II. Károly megerősítette a testvéreket a néhai I. Radoszló birtokaiban, akik unokatestvérük összes birtokát meg akarták kapni, beleértve valószínűleg – bár nem említik – azokat a várakat is, amelyeket András király megtartott magának, ezért petíciót küldtek II. Károlynak, akit lényegében nem érdekelt, hogy megerősíti-e azokat nekik vagy sem, mivel amúgy sem birtokolt semmit Szlavóniában.

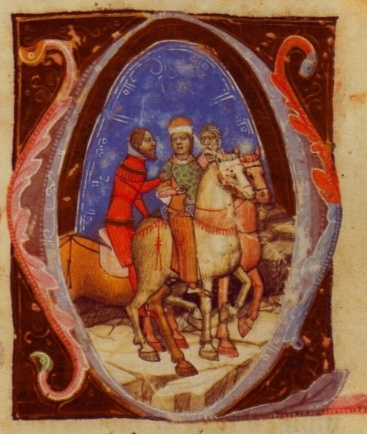
Anjou Károly Róbert megérkezése Magyarországra - miniatúra a Képes krónikából

A fiatal trónkövetelő, a nápolyi Károly Róbert 1300-ban partra szállt a dalmát tengerparton. Nagyapja, II. Károly, kérésükre, 1300 májusában megerősítette a Babonić fivéreket jogos birtokaikban „Szlavónia földjének egy részére, amely jog szerint a fent említett Magyar Királysághoz tartozik, azaz Németországtól Boszniáig és a Száva folyótól a Gvozd-hegységig”. Ily módon István és testvérei megpróbálták visszaszerezni azokat a várakat – Szomszédvárat, Orbászt és Glažt –, amelyeket András király az előző évben elvett tőlük. Érdekes módon a nápolyi király nem nevezte Istvánt „bánnak”, és a Babonić-birtokokra is megtartotta a legfőbb jogot (tam ratione maioris dominii).[16] A Babonićok ennek ellenére az ellenféllel is igyekeztek jó kapcsolatokat fenntartani. 1300 májusában István és testvérei Zágrábba költöztek, hogy kibéküljenek Bői Mihály zágrábi püspökkel (III. András bizalmasával), akit kénytelen volt hatalmának és joghatóságának nagy részét átadni a Babonić családnak, és kölcsönös segítségnyújtási megállapodást kötni velük. A püspököt arra is rávették, hogy Medvevárat Istvánnak és Jánosnak ajánlja fel zálogbirtokul., míg Hrastovicára (ma Petrinya városa) vonatkozó igényéről le kellett mondania.[18] Bői Mihály megígérte, hogy még a Babonićok és a szlavóni bán vagy más királyi bárók közötti konfliktus esetén is küld nekik pénzt zsoldosokra, de egyértelműen hangsúlyozta, hogy a királlyal való konfliktusban nem fog segíteni nekik. A szerződés megkötésekor egyik testvér sem viselte a báni címet. Albertino Morosini, Szlavónia hercege 1300 júniusában megerősítette III. András és a Babonićok közötti megállapodást.
III. András halálát és az Árpád-ház 1301 januárjában bekövetkezett kihalását követően egy évtizedes interregnum kezdődött Magyarországon és Horvátországban. Bár a Babonićok Anjou Károlyt támogatták riválisaival (Vencellel, majd Ottóval) szemben, a családnak szinte semmilyen kapcsolata nem volt az Anjoukkal ezekben az években, mivel a korszak konfliktusai elsősorban Nyugat- és Észak-Magyarországon, azaz távol a Babonićok tartományától zajlottak. Ebben az időszakban, annak ellenére, hogy II. Károly nápolyi király (a magyar trónkövetelő nagyapja) korábban azt a Babonići családnak adta, Kőszegi Henriket nevezték ki szlavón bánnak. Mindazonáltal Babonić István és testvérei tekintélye és elsőbbsége a Szávától délre fekvő területeken már az 1290-es évek végén és az 1300-as évek elején is megkérdőjelezhetetlen volt. 1307 júniusában István, János és Radoszló egy perben a zágrábi Szent Jakab ciszterci kolostor apátjának javára döntöttek. Mivel az okirat Sztenicsnyákban, a Babonićok fő erődjében készült, arra lehet következtetni, hogy a testvérek 1307 közepén ott éltek.

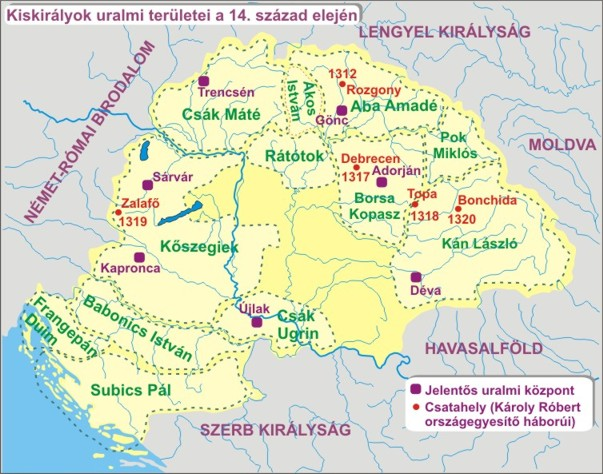
Az oligarchák uralma alatt álló területek az interregnum korában

1308-ra I. Károly vált a magyar–horvát királyság egyedüli uralkodójává, de az oligarchikus birtokok egymás melletti létezése miatt, ahol a főúri hatalmasságok – köztük a Babonićok – de facto a királyi hatalomtól függetlenül igazgatták tartományaikat, birodalmának csak egy kis részét uralta. Károly csekély érdekeltsége és jelenléte miatt Szlavóniában és Horvátországban a Babonićok új, nagyobb hatalommal rendelkező védelmezőket próbáltak találni. János házassága miatt rokonságban álltak nyugati szomszédaikkal, a Görzi grófokkal, akik a Német-római Birodalmon belül Görzöt (Gorizia) és Tirolt is uralták. Rajtuk keresztül próbáltak szövetséget létesíteni a Habsburg-házzal. A „Steirische Reimchronik” elbeszéli, hogy 1308 kora tavaszán István (akit a krómikában „Zágráb hercegének” neveztek), János és Radoszló, Frangepán II. Dujammal együtt Mariborba (Marburg) utazott, hogy találkozzon Szép Frigyessel. A márciusban lezajlott tárgyalások során a Babonić család 300 bécsi ezüstdénárt kölcsönzött a hercegnek katonai hadjáratai finanszírozására. Cserébe Frigyes több falut adott az Ausztria magyar határán Istvánnak és testvéreinek. István és testvérei megígérték, hogy a következő évben csatlakoznak egy Bohémia elleni hadjárathoz. Ezt követően, 1308 nyarán, János csatlakozott Frigyesnek az Aquileiai patriarkátusba I. Ulrich von Walsee parancsnoksága alatt vezetett hadjáratához. János csapataival júliusban megostromolta és elfoglalta Windischgrätzet (Slovenj Gradec), majd 1308. augusztus közepén tért vissza Sztenicsnyákba.
Eközben Magyarországon I. Károly lett a magyar-horvát királyság egyedüli uralkodója. Míg János családjuk „nyugati politikáját” folytatta (azaz a Friuliba irányuló hadjáratokat vezetett), István figyelme lassan a szlavóniai események felé fordult. István és János azok között a bárók között voltak, akik 1308 szeptember elején Zágrábban üdvözölték az érkező pápai legátust, Gentile Portino da Montefiorét. Ott vita alakult ki Medvevár birtoklási jogáról Stefan Babonić és Augustin Kažotić, a zágrábi püspök között. A legátus István javára döntött. Ezenkívül a vár fenntartásának költségei, az őrség fizetésén és borral való ellátásán túl, az ítéletnek megfelelően a székesegyházi káptalanra hárultak. A Babonić család nem vett részt a pesti országgyűlésen, ahol I. Károlyt 1308. november 27-én egyhangúlag királlyá kiáltották ki. A Babonić fivérek Károly második koronázásán, 1309. június 15-én sem voltak jelen személyesen; csak Pétert, Csázma főesperesét küldték el maguk helyett. 1309 szeptemberében István és testvérei (János és Radoslav) Lóréven I. Károly parancsára megesküdtek, hogy megvédik Kažotić Ágoston püspök jogait azokon a birtokokon, amelyekről a várjobbágyi származású Lastić (Laztech) és Stanković (Stankuch) családok vitatkoztak. Antun Nekić azzal érvelt, hogy ez egyértelmű jele annak, hogy Károly elismerte a tényleges hatalomgyakorlást Szlavóniában, mivel jól tudta, hogy Kőszegi Henrik, szlavón báni méltósága ellenére, nem volt abban a helyzetben, hogy királyi parancsot hajtson végre a Babonićok uralma alatt álló területeken.

### Szlavón bánként
Kőszegi Henrik, a Felső-Szlavóniát évtizedekig uraló hatalmas oligarcha 1310 tavaszán halt meg. I. Károly valamikor ezután Babonić Istvánt nevezte ki utódjának. Ebben a minőségében először 1310. augusztus 27-én jelenik meg, amikor az uralkodó utasította őt és két testvérét, hogy védjék meg a zágrábi Gradec polgárainak jogait a közeli Kobila nevű birtokon. Mivel ez a dátum egybeesik Károly harmadik és véglegesen érvényes koronázásának napjával, valószínű, hogy mindhárom testvér részt vett a székesfehérvári ünnepségen. Thallóczy Lajos történész szerint István kinevezését az is alátámasztotta, hogy „a királynak nem volt oka bizalmatlannak lenni vele szemben, így az első alkalmas személyt nevezte ki helyettesévé Szlavóniában”. Kristó Gyula azzal érvelt, hogy mivel Babonić István birtokolta a tartomány legkiterjedtebb birtokait, így kinevezése illik a középkori Szlavónia tisztviselőinek sorába. Hrvoje Kekez horvát történész úgy vélte, hogy Istvánt valószínűleg azért választották, mert Szlavónia két leghatalmasabb családja egyikének (a másik a Kőszegiek) a vezetője volt, aki nagyon gazdag is volt, így a tartomány feletti informális uralmát későbbi királyi jóváhagyás és beleegyezés alapján ítélték oda. Károly ezzel a kinevezéssel a Babonić családot a Habsburgok érdekszférájából is ki akarta vonni. István szlavón bánná kinevezésével a Babonić család hatalmának csúcsára ért.

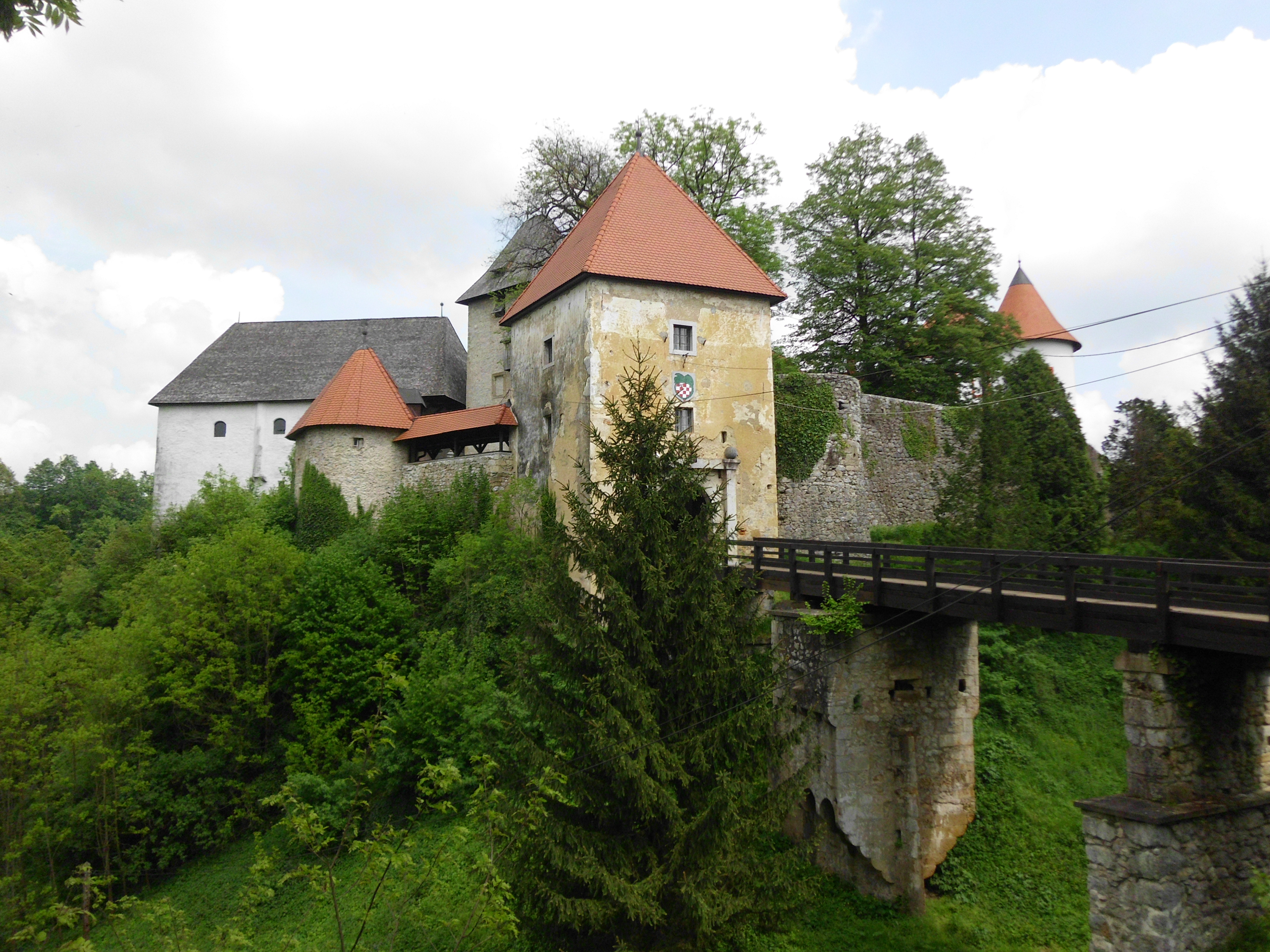
Ozaly vára

István Szlavóniát, a király beavatkozása nélkül, szinte teljesen autonóm módon igazgatta. Hrvoje Kekez azzal érvelt, hogy Szlavónia stabilitása elengedhetetlen volt Károly számára, aki birodalmának másik részén, Északkelet-Magyarországon indított háborút az oligarchák ellen. Zsoldos Attila történész szerint István azok közé a „lojális” oligarchák közé tartozott, akik királyi beleegyezéssel mindent birtokoltak, amit korábban anélkül szereztek meg. Hatalma azonban mégsem terjedt ki saját birtokán túlra, mivel Kőszegi Henrik fiai és szövetségeseik az 1310-es évek első felében még mindig szilárdan ellenőrizték Szlavónia északi felét. István uralma alatt a Babonić család összesen mintegy 20 várral rendelkezett a régióban.[34] Ezek közé tartozott Ozaly, Szamobor, Szomszédvár és Zselin, amelyek többsége Zágráb megyében volt. István oligarchikus birtokainak központja a Kulpa folyó völgyében fekvő Sztenicsnyák vára volt, amely akkoriban Szlavónia legnagyobb erődítménye volt. Ennek eredményeként a korabeli források Istvánt „Sztenicsnyáki Istvánként” is emlegetik. Már 1310 augusztusában Babonić István írásos üzenetet küldött a Velencei Köztársaságnak, hogy kereskedőik szabadon utazhatnak és kereskedhetnek azon a területen, ahova az ő hatalma kiterjedt. Ez alkalommal István Pietro Gradenigót, Velence dózséját „urának” és „barátjának” nevezte. 1311 januárjában István – Károly parancsát teljesítve – utasította medvevári várnagyát, Mártont, hogy a zágrábi káptalan kanonokjaival együtt határozza meg a kobilai birtok határait, és állítsa vissza a gradeci polgárok tulajdonjogát. Ez utóbbit korábban Gárdony Farkas helyi nemes támadta meg, de a polgárok, bemutatva IV. László magyar király 1275-ös oklevelét, valamint annak Kőszegi Iván akkori bán és Inus zágrábi ispán ugyanebből az évből származó megerősítését bebizonyították igényük jogosságát.

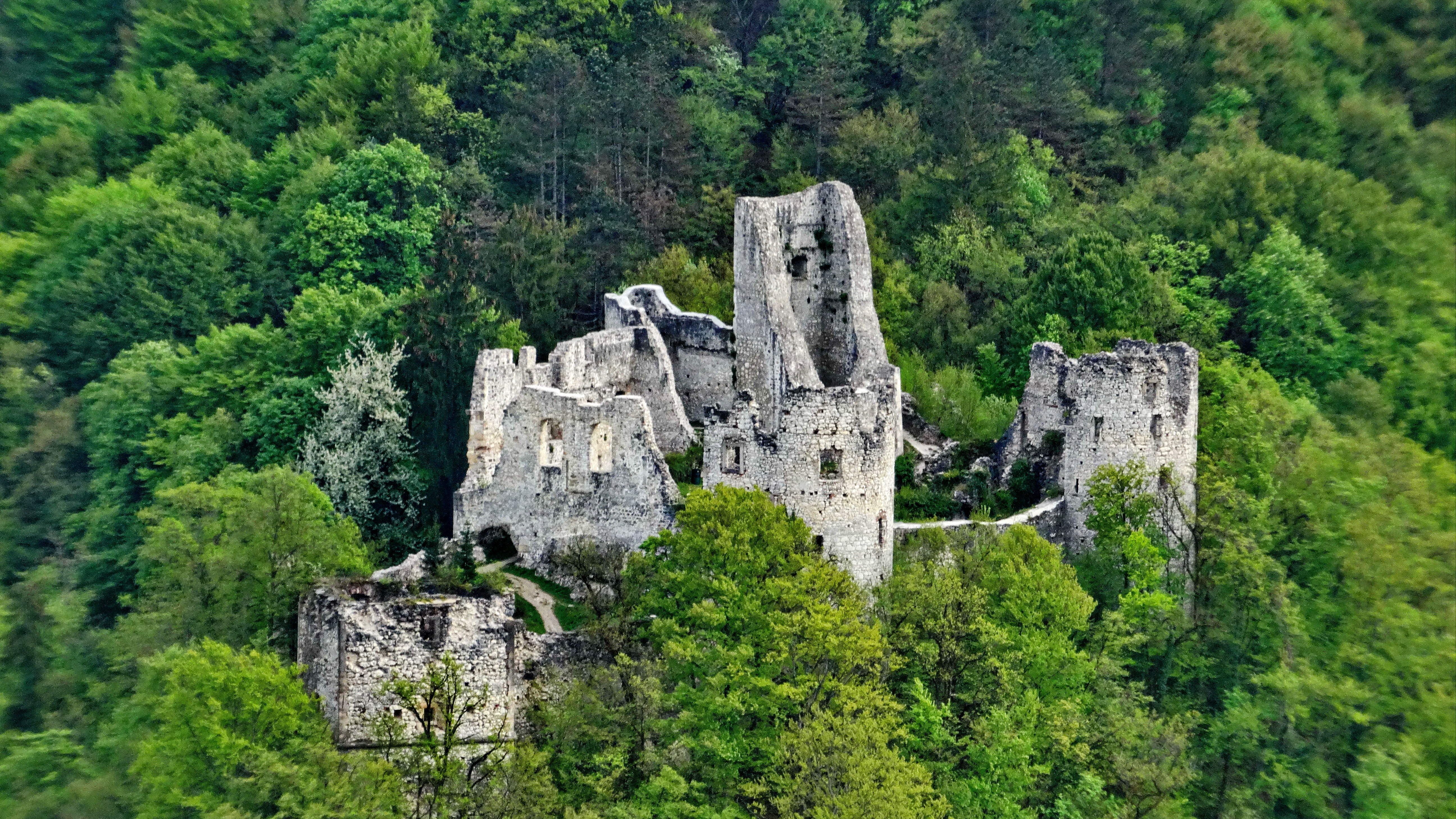
Szamobor várának romjai

Mivel hatalma a középkori Szlavónia széles területére kiterjedt, azt elsősorban a helyi nemesek segítségével gyakorolta, akiket azzal vonzott magához, hogy birtokokat adományozott nekik azokban a megyékben, ahova oligarchikus hatalma kiterjedt. Ozaj fia, György nevű familiárisa például, akinek István a Sztenicsnyák várában való tartózkodása alatt 1311-ben a Gorica várában található Kamensko birtokot (a mai Karlovac városrésze) adományozta, a bán különleges kegyét élvezte. Két évvel később, 1313 novemberében Babonić István a neki és fiainak tett hűséges szolgálatáért a Korana folyó mentén fekvő Švarča birtokot adományozta számára. Valószínű, hogy György Babonić István nevében igazgatta Goricát. Egy bizonyos Ladiha hasonló szerepet játszott Orbász megyében. Kažotić Ágoston püspök 1312 novemberében elkobzott egy meg nem nevezett birtokot kiskorú fiaitól, és Péternek, a zágrábi káptalan kántorának, adományozta. István bán és Ladiha knyáz közeli kapcsolatát bizonyítja, hogy őt és testvéreit, I. Jánost és II. Radoszlót Ladiha kiskorú fiainak gyámjaivá nevezték ki.
1313 júniusában a három testvér nagy kísérettel útra kelt a topuszkai ciszterci apátságba, ahol Kažotić Ágoston püspök jelenlétében úgy döntöttek, hogy felosztják egymás között örökölt javaikat. István megkapta a zágrábi kamara teljes jövedelmét és az összes jövedelmet, amelyet a bán a királyi közigazgatási apparátusban végzett szolgálataiból beszedett, míg a kikötőkből, tartozékokból és a harmincadból származó jövedelmeket megosztották egymás között. Megengedték, hogy a néhai I. Radoszló özvegye élete végéig haszonélvezeti jogot kapjon férje birtokaira. Továbbá megállapodtak abban, hogy mindegyikük önállóan szedi be a jövedelmet és az adót a jobbágytelepülésekről azokról a birtokokról, amelyeket kezelnek, és amelyekért tudvalevőleg adóbevételre jogosultak. Az igazságszolgáltatás tekintetében abban állapodtak meg, hogy az ítélkezik a közös vagy kisebb bíróságokon, aki képes rá, de jelentősebb perek esetén mindhárman összeülnek. Továbbá abban is megállapodtak, hogy a királyság szabad nemesei szabadon szolgálhatnak földjeikkel bárkit, akit csak akarnak, ha ez nem ellentétes az adományozási okmányokkal vagy szerződésekkel. Mivel az első szerződéssel elégedetlen volt, János kezdeményezte a Babonićok között a második felosztási megállapodás megkötését, amelyet 1314. május 12-én kötöttek meg. Ennek értelmében István Sztenicsnyák várával együtt megkapta a felső-szlavóniai vámot. A dokumentum szerint István a közös birtokok kezelésére 2370 márka adósságot halmozott fel. István megkapta a Szamobor, a Szomszédvár és a királyi kikötő vámjainak bevételeit, valamint a Kulpa folyó vámjának egy részét. Hasonlóképpen a bánt 10 márka illette a lipei vámhivatal bevételéből, valamint a glaži, orbászi, pukurtui, hrasztovicai, jastrebarszkai és topuszkai vámhivatalok bevételeiből. Ez utóbbi helyen, megállapodásuk ellenére, a jog 1211 óta a cisztercieké volt. Ennek eredményeként a szerzetesek, valószínűleg attól tartva, hogy ezeket a birtokokat a néhai úr akkoriban rendkívül hatalmas unokatestvérei vitatják majd, a következő években megpróbálták biztosítani maguknak a jogot, hogy élvezhessék a múlt század vége felé Babonić (III.) István bán által adományozott birtokot, Így 1315 júliusában a zágrábi káptalan, a topuszkai kolostor vincellérjének, Henrik barátnak a kérésére, lemásolta és megerősítette a néhai (III.) Istvánnak a Granj, Bročina és Maja folyók közötti birtokokra vonatkozó adományát a topuszkai kolostor részére. A még élő István fia, László személyesen erősítette meg a korábbi földadományozást.

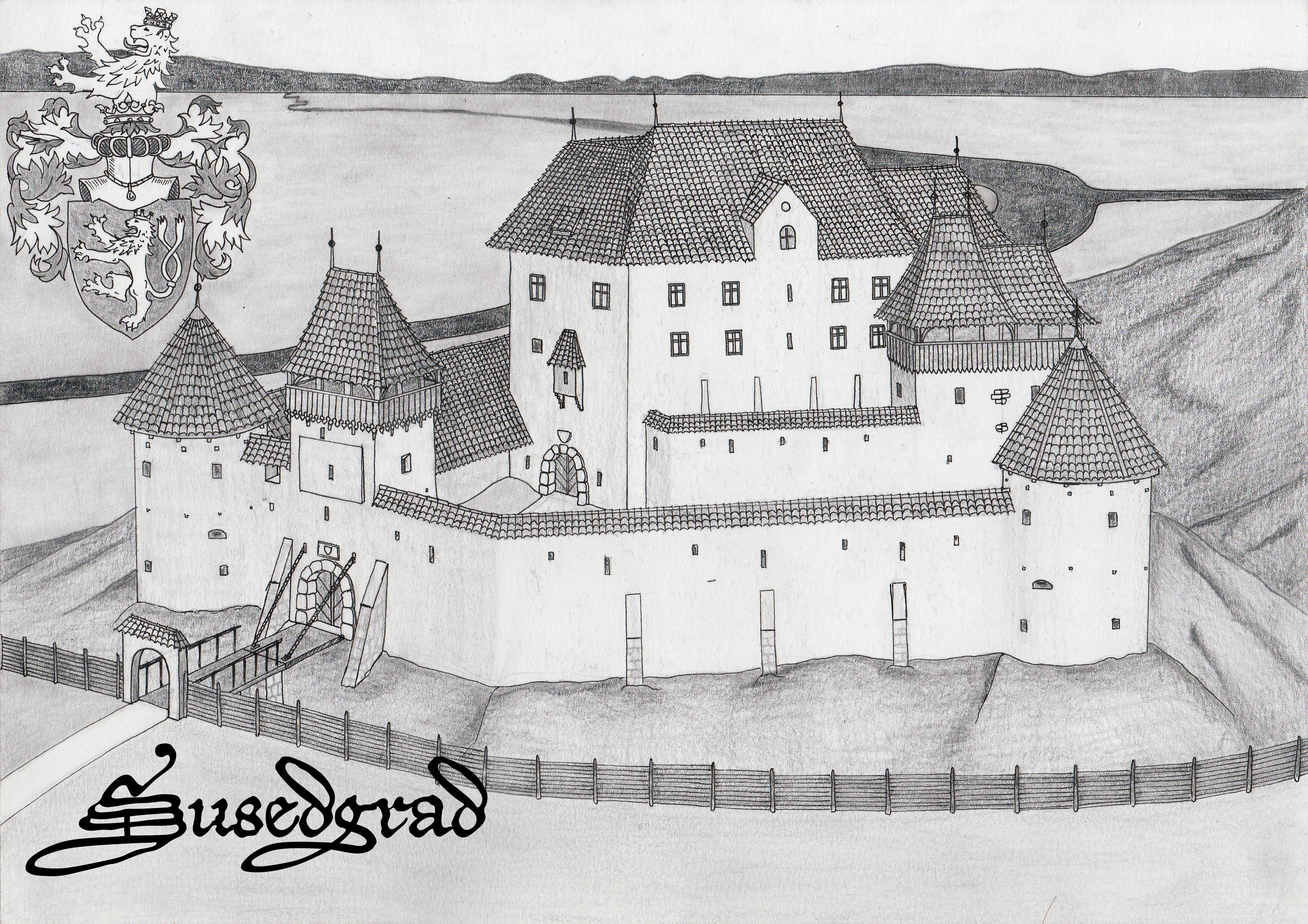
Szomszédvár rekonstrukciós rajza

Szép Frigyes, mint a rómaiak királya, miközben a „birodalomnak tett hűséges szolgálataiért”, elengedte 350 ezüstmárka adósságát 1316 februárjában Babonić Istvánt „Szlavónia hercegének” (dux Slavoniae) nevezte ki. Hrvoje Kekez úgy vélte, hogy Frigyes nagylelkűsége abban rejlik, hogy meg akarta győzni Istvánt, hogy csatlakozzon hozzá és testvéréhez Dicsőséges Lipóthoz a riválisuk, bajor Lajos ellen a császári koronáért vívott háborújukban. Lajos támogatta a Habsburgok ellen az 1315-ös morgarteni csatában győztes három svájci kantont. A Habsburgok védekező pozícióba húzódtak vissza, és új hadjáratot terveztek indítani Gorizia megyében, hogy biztosítsák a császári trónt. Babonić István nyilvánvalóan komolyan szándékozott csatlakozni a császári sereghez, és egy 1316 januárjából fennmaradt rövid feljegyzés szerint fegyvereket kapott azzal a szándékkal, hogy márciusban Gorizia felé induljon, de erre a hadjáratra végül nem került sor.

## Öröksége
Babonić Istvánt utoljára 1316. március 1-jén említik élő személyként, amikor 70 márkáért megvásárolta a Priba nemzetségtől Mirkopolje földjét (a mai Krašić városrésze). Az újonnan megszerzett birtok István földjei mellett feküdt a Krupa-folyó vidékén. István valamivel később meghalt, valószínűleg még abban az évben. Károly jóváhagyásával szlavón bánként utolsó élő testvére, Babonić János követte, aki oligarchikus birtokait és hatalmát is megörökölte. Jánost ebben a minőségében először 1317 májusában említik.  A horvát történetírás (például Kekez) helytelenül 1316. december 20-ra datálja I. Károly király oklevelét, amely János bán érdemeit tartalmazza, azonban valójában egy évvel később adták ki. Istvánt először 1317. november 29-én említik elhunytként, amikor I. Károly megerősítette a kobilai birtok korábbi, Zágráb városának történő adományozását.
Istvánnak és ismeretlen nevű feleségének négy fia született – György (1321–1336), II. János (1321–1328), Dénes (1321–1370) és Pál (1321–1336). Amikor nagybátyjukat kinevezték István utódjává, fellázadtak a döntés ellen, de később kibékültek a királlyal és nagybátyjukkal. II. Jánost névrokona nagybátyja, akinek nem voltak túlélő férfi leszármazottai, 1321-ben még örökbe is fogadta. Miután Babonić Jánost 1322 végén elmozdították a hatalomból, a Babonićok hatalma hónapokon belül összeomlott. István fiai, miután szövetséget kötöttek a Kőszegiekkel és a Habsburg-házzal, 1327-ben és 1336-ban is fellázadtak Károly ellen, de lázadásaikat könnyen leverték. Dénes és Pál hűséget esküdtek a királynak, majd I. Lajos magyar királyt is szolgálták, aki 1361-ben nekik adományozta Krupa várát. Később mindketten felvették a „Krupski” (Krupai) családnevet. István ága 1381-ben halt ki, amikor Pál utódok nélkül meghalt. Birtokaik, a rokon Blagay család igényei ellenére, a koronára szálltak.

## Családfa
- Nicolotus Orsini (?)
  - István (Goricha)
    - Baboneg III, innen Vodičevo ág
      - Péter (fl. 1266)
      - Máté (fl. 1266)
      - Krisztián (fl. 1266–1269)
      - Jakab (fl. 1266–1269)

    - István (?)

  - Vodicsai Babonić I. István (fl. 1249–1256) ispán[52]
    - Vodicsai II. István (fl. 1243–1256), ispán, tengermelléki bán (1243–1249)
      - Vodicsai III. István (Vodicsai Babonić István, fl. 1273–1300. február 9.), 1273-tól ispán, négyszer (1278, 1287, 1289–1290 és 1295) szlavón bán.
        - Babonić László (fl. 1293)
        - Babonić V. István (fl. 1293)
          - Babonić Henrik (fl. 1345)
          - Babonić VI. István (fl. 1345)

      - Babonić I. Radoszló (fl. 1273–1293), szlavón bán (1288, 1292, 1294), innen Babonić ág [53]
      - Babonić II. Babonjeg (fl. 1249–1256)
        - Babonić I. Miklós (fl. 1278–1292)
        - Babonić IV. István (fl. 1278–1316. március 1. és december 20. között), tartományúr, szlavón bán (1299; 1310–1316),
          - Babonić György (fl. 1321–1336)
          - Babonić II. János (fl. 1321–1328)
          - Babonić Dénes (fl. 1321–1370)
          - Babonić Pál (fl. 1321–1381)

        - Babonić I. János (fl. 1284–1334), szlavón bán (1317–1322), horvát és dalmát bán (1322)
          - ismeretlen lány, (fl. 1328), Kőszegi II. Péter felesége, innen a Kőszegi család egyik alága, a szekcsői Herceg család

        - ismeretlen fiú (fl. 1322)
        - Babonić Ottó]] (fl. 1284–1300)
        - Babonić II. Radoszló (fl. 1284–1314)
          - Babonić II. Miklós (fl. 1321–1330)
          - Babonić Duim]] (fl. 1321–1369), innen Blagay család

Forrás.

## Fordítás
Ez a szócikk részben vagy egészben  a   Stephen IV Babonić című angol Wikipédia-szócikk ezen változatának fordításán alapul.  Az eredeti cikk szerkesztőit annak laptörténete sorolja fel. Ez a jelzés csupán a megfogalmazás eredetét és a szerzői jogokat jelzi, nem szolgál a cikkben szereplő információk forrásmegjelöléseként.
| Előző uralkodó: Borsa nembeli Kopasz | Horvát bán horvát, dalmát és szlavón bán 1299 | Következő uralkodó: Rátót nembeli László |

| Előző uralkodó: Héder nembeli Henrik | Horvát bán horvát, dalmát és szlavón bán 1310 – 1316 | Következő uralkodó: Šubić II. Mladen |